# Raoul de Broglie
Raoul de Broglie, né le 4 novembre 1904 à Auxonne et mort le 3 novembre 1982 à Rouen, est un conservateur de musée et historien français.

## Biographie
Raoul de Broglie est marié à Marie-Thérèse d'Auray de Saint-Pois. Ils ont trois enfants : Bernard, l'abbé Georges de Broglie, vicaire général du diocèse de Beauvais, et Dominique.
Entré à l'École des chartes en 1928, il ne semble pas en avoir suivi les cours au-delà de la deuxième année. La bourse Primoli de l'Académie française qu'il obtient en 1936 lui permet de séjourner à Rome jusqu'en 1939. Il est membre des services civils de l'occupation française en Autriche de 1945 à 1952. Il est conservateur adjoint du Musée Condé de Chantilly (1954-1971). Le 1er juin 1955, il est élu associé correspondant national de la Société nationale des antiquaires de France.

## Publications
- Souvenirs français dans le Tyrol. (1948)
- Le Palais Farnèse : ambassade de France, préface d'André François-Poncet, Édition H. Lefebvre (1953)
- Le duc d'Aumale, bibliophile et collectionneur' (1957)
- Le Meuble minéralogique suédois de Chantilly, Éditions de la Gazette des beaux-arts (1963)
- Chantilly (1965) - Prix Broquette-Gonin[5]
- Peintures de l'École française. XVe au XVIIe siècles avec Albert Châtelet, François-Georges Pariset (1970)
- « Les Clouet de Chantilly - Catalogue illustré », Gazette des Beaux-Arts (1971)
- « Figaro chez le Prince de Condé », Revue des Deux Mondes[6]
- Préface à Cent tableaux du musée Condé : écoles française et étrangères, collections des princes de Condé et du duc d'Aumale / Château de Chantilly